# Zdzisław Lachowski
Zdzisław Lachowski (ur. 15 września 1952 w Warszawie) – doktor nauk humanistycznych, autor licznych publikacji na temat europejskiej polityki bezpieczeństwa, kontroli zbrojeń oraz innych zagadnień polityczno-wojskowych. 19 października 2010 Prezydent RP Bronisław Komorowski powołał go na stanowisko Zastępcy Szefa Biura Bezpieczeństwa Narodowego. 31 grudnia 2012 został odwołany ze stanowiska.
W latach 1971–1976 studiował historię na Uniwersytecie Warszawskim. Pracował w Sztokholmskim Międzynarodowym Instytucie Badań nad Pokojem (SIPRI), gdzie m.in. uczestniczył w Programie Bezpieczeństwa Euroatlantyckiego oraz był szefem Projektu Kontroli Broni Konwencjonalnej.

## Praca zawodowa
- 1976–1990 – Polski Instytut Spraw Międzynarodowych w Warszawie
- 1976–1980 – Redaktor miesięcznika „Recueil de documents” (Warszawa)
- 1980–1987 – Pracownik naukowy w PISM, Zakład Bezpieczeństwa Europejskiego
- 1987–1990 – Starszy pracownik naukowy w PISM
- 1985–1986 – Stypendium w Institute for East-West Security Studies w Nowym Jorku
- 1989 – Doktorat w PISM pt. European Political Cooperation of the EC states and the CSCE process, promotor – Bogumił Rychłowski
- 1990 – Zatrudniony w Stockholm International Peace Research Institute (SIPRI)
- 1990–1991 – Adiunkt, Program Budowy Wspólnego Systemu Bezpieczeństwa w Europie, SIPRI
- 1991–1999 – Pracownik naukowy w Projekcie Kontroli Broni Konwencjonalnej oraz Środków Budowy Zaufania i Bezpieczeństwa (CSBM) w SIPRI
- 1999–2004 – Szef Projektu Kontroli Broni Konwencjonalnej, SIPRI
- 2003–2005 – Starszy pracownik naukowy, Euroatlantycki, Globalny i Regionalny Program Bezpieczeństwa, SIPRI
- 2005–2007 – Szef Koreańskiego Programu Środków Budowy Zaufania (Korean CBM)
- 2007–2010 – Szef Projektu Kontroli Broni Konwencjonalnej oraz Budowy Zaufania i Bezpieczeństwa, Program Bezpieczeństwa Euroatlantyckiego, SIPRI
- 2010–2012 – Zastępca Szefa Biura Bezpieczeństwa Narodowego

## Wybrane publikacje z lat 2000–2010
Monografie
- Conventional Arms Control in Europe: The Troubled Cornerstone of Security, a monograph (working title; first draft finished in Aug. 2009)
- Z. Lachowski (leader and co-author), Tools for Building Confidence on the Korean Peninsula, SIPRI and the CSS–ETH Zurich, Stockholm, 2007
- Foreign Military Bases in Eurasia, SIPRI, Stockholm, 2007.
- Z. Lachowski (leader and co-author), Relevance of Conventional Arms Control in Europe, a study, 2006
- Confidence- and Security-Building Measures in the New Europe (Oxford University Press: Oxford, 2004)
- A. J. K. Bailes, B. Hagelin, Z. Lachowski, S. Perlo-Freemean, P. Stålenheim and D. Trofimov, Armament and Disarmament in the Caucasus and Central Asia, SIPRI: Stockholm, 2003
- The Adapted CFE Treaty and the Admission of the Baltic States to NATO. SIPRI: Stockholm, 2002

Publikacje pod redakcją
- H.-J. Giessmann, R. Kuźniar and Z. Lachowski (eds): International Security in a Time of Change: Threats-Concepts-Institutions, Nomos: Baden-Baden, 2004
- R. Kuźniar and Z. Lachowski (eds): Bezpieczeństwo międzynarodowe czasu przemian: zagrożenia – koncepcje – instytucje, PISM, Warsaw 2003